# La Lande-Saint-Léger
La Lande-Saint-Léger es una localidad y comuna francesa situada en la región de Alta Normandía, departamento de Eure, en el distrito de Bernay y cantón de Beuzeville.

## Demografía
| 224 | 222 | 198 | 164 | 201 | 208 |
| Para los censos de 1962 a 1999 la población legal corresponde a la población sin duplicidades (Fuente: INSEE [Consultar]) |     |     |     |     |     |

## Administración

### Entidades intercomunales
La Lande-Saint-Léger está integrada en la Communauté de communes du canton de Beuzeville . Además forma parte de diversos sindicatos intercomunales para la prestación de diversos servicios públicos:
- S.A.E.P de Beuzeville
- Syndicat de gestión du CEG de Beuzeville
- Syndicat de l'électricité et du gaz de l'Eure (SIEGE)
- S.I.V.O.S Albert Josse

### Riesgos
La prefectura del departamento de Eure incluye la comuna en la previsión de riesgos mayores por la presencia de cavidades subterráneas.